# Ambrosi's grottensalamander
Ambrosi's grottensalamander, ook wel speziagrottensalamander, (Speleomantes ambrosii) is een salamander uit de familie longloze salamanders of Plethodontidae. De soort werd voor het eerst wetenschappelijk beschreven door Benedetto Lanza in 1955. De soort werd lange tijd tot het geslacht grottensalamanders (Hydromantes) gerekend, waardoor de verouderde naam vaak opduikt in de literatuur.

## Uiterlijke kenmerken
De kleur is variabel; van groengrijs tot roodbruin en zeer donkergrijs met zeer onregelmatige oranje, witte of gele vlekken op de rug en staart die soms ontbreken. Er zijn exemplaren waarbij zelfs vlekken in alle kleuren voorkomen, deze dieren hebben vaak een metaalglans over het lichaam. De poten zijn meestal lichter gekleurd van de rest van de bovenzijde. Net als alle grottensalamanders is het lichaam klein en slank, de maximale lengte is 11 tot 12 centimeter inclusief staart, mannetjes blijven in de regel iets kleiner. Andere kenmerken zijn de zwemvliezen tussen de tenen, die echter niet dienen om te zwemmen maar om een betere grip te hebben op de rotswanden, zodat de salamander loodrecht omhoog kan klimmen.

## Algemeen
Het voedsel bestaat uit dieren die rond de grotten leven, zoals pissebedden, spinachtigen, wormen en springstaarten. Er wordt geen winterslaap gehouden en de salamander is het hele jaar actief. Als het te warm of te droog wordt worden de diepere grotten en spelonken opgezocht waar de temperatuur en luchtvochtigheid respectievelijk lager en hoger zijn en meer stabiel. De ideale luchtvochtigheid ligt boven de 80%, de beste temperatuur is tussen 3 en 15 graden Celsius, de temperatuur dient onder de 18 graden te blijven. Over de voortplanting van deze soort is weinig bekend. Net als alle grottensalamanders vindt er een volledige ontwikkeling in het ei plaats, zonder aquatisch larvestadium. De eitjes worden verstopt onder houtblokken of tussen de vochtige bladeren. Directe ontwikkeling heeft als nadeel dat het heel lang duurt, de kleine salamandertjes komen pas na tien maanden uit het ei en zijn dan iets langer dan twee centimeter.

## Verspreiding en habitat
De Ambrosi's grottensalamander komt voor in het noordwesten van Italië, in de provincie La Spezia. Verder komt een geïntroduceerde populatie voor in de Franse Pyreneeën. Het verspreidingsgebied bestaat uit verschillende geïsoleerde populaties. Er zijn twee ondersoorten die verschillen in verspreidingsgebied. Het habitat bestaat uit vochtige schaduwrijke delen van bossen, meestal in en rond grotten waar de salamander tegen de wanden omhoog kan klimmen en zich overdag schuilhoudt in spleten en gaten. Dieren die dieper in grotten leven zijn soms dagactief, en ook bij zeer vochtig weer kan de soort overdag worden aangetroffen. De levensverwachting van de salamander is ongeveer 6 jaar.